# Campeonato Sul-Americano de Futebol Feminino de 2006
O Campeonato Sul-Americano de Futebol Feminino foi disputado entre 10 e 26 de Novembro em Mar del Plata, Argentina.
O vencedor e vice-campeão deste torneio obtiveram qualificação para a Copa do Mundo de Futebol Feminino de 2007. O vencedor também se qualificou para o torneio de Futebol nos Jogos Olímpicos de Verão de 2008.

## Primeira fase

### Grupo A
| Selecção  | Pts | J | V | E | D | GM | GS | +/- |
| --------- | --- | - | - | - | - | -- | -- | --- |
| Argentina | 12  | 4 | 4 | 0 | 0 | 17 | 1  | 16  |
| Uruguai   | 6   | 4 | 2 | 0 | 2 | 4  | 4  | 0   |
| Equador   | 4   | 4 | 1 | 1 | 2 | 4  | 5  | -1  |
| Colômbia  | 4   | 4 | 1 | 1 | 2 | 4  | 11 | -7  |
| Chile     | 3   | 4 | 1 | 0 | 3 | 5  | 13 | -8  |

| 10 de Novembro | Chile     | 1 – 2     | Equador          | José María Minella (Mundialista), Mar del Plata |
|                | Reyes 34' | Relatório | Velarde 39', 50' |                                                 |

| 10 de Novembro | Argentina              | 2 – 1     | Uruguai   | José María Minella (Mundialista), Mar del Plata |
|                | Almeida 4' Potassa 63' | Relatório | Souza 11' |                                                 |

| 12 de Novembro | Colômbia    | 1 – 0     | Uruguai | José María Minella (Mundialista), Mar del Plata |
|                | Moscoso 17' | Relatório |         |                                                 |

| 12 de Novembro | Chile | 0 – 8     | Argentina                                                                             | José María Minella (Mundialista), Mar del Plata |
|                |       | Relatório | Potassa 4', 22' Coronel 8' Almeida 27' Ojeda 30' Gómez 70' Huber 79' Hirmbruchner 86' |                                                 |

| 14 de Novembro | Equador | 0 – 1     | Argentina | José María Minella (Mundialista), Mar del Plata |
|                |         | Relatório | Gómez 54' |                                                 |

| 14 de Novembro | Colômbia         | 1 – 3     | Chile                     | José María Minella (Mundialista), Mar del Plata |
|                | Gaete 71' (p.b.) | Relatório | Arias 8' Quezada 81', 87' |                                                 |

| 16 de Novembro | Uruguai                          | 2 – 1     | Chile      | José María Minella (Mundialista), Mar del Plata |
|                | Quinteros 43' Barrera 76' (p.b.) | Relatório | Quezada 4' |                                                 |

| 16 de Novembro | Equador               | 2 – 2     | Colômbia                | José María Minella (Mundialista), Mar del Plata |
|                | Velarde 28' Vivas 47' | Relatório | Saavedra 62' Molina 69' |                                                 |

| 18 de Novembro | Argentina                                                   | 6 – 0     | Colômbia | José María Minella (Mundialista), Mar del Plata |
|                | Gómez 3' Vallejos 21', 52' Quiñónez 27' Huber 46' Ojeda 57' | Relatório |          |                                                 |

| 18 de Novembro | Uruguai     | 1 – 0     | Equador | José María Minella (Mundialista), Mar del Plata |
|                | Laborda 67' | Relatório |         |                                                 |

### Grupo B
| Selecção  | Pts | J | V | E | D | GM | GS | +/- |
| --------- | --- | - | - | - | - | -- | -- | --- |
| Brasil    | 12  | 4 | 4 | 0 | 0 | 18 | 2  | 16  |
| Paraguai  | 9   | 4 | 3 | 0 | 1 | 11 | 7  | 4   |
| Venezuela | 4   | 4 | 1 | 1 | 2 | 4  | 10 | -6  |
| Peru      | 3   | 4 | 1 | 0 | 3 | 3  | 7  | -4  |
| Bolívia   | 1   | 4 | 0 | 1 | 3 | 4  | 14 | -10 |

| 11 de Novembro | Bolívia  | 1 – 1     | Venezuela    | José María Minella (Mundialista), Mar del Plata |
|                | Ríos 52' | Relatório | Espinosa 53' |                                                 |

| 11 de Novembro | Paraguai    | 1 – 4     | Brasil                                         | José María Minella (Mundialista), Mar del Plata |
|                | Alarcón 69' | Relatório | Cristiane 19', 53' Daniela Alves 46' Aline 59' |                                                 |

| 13 de Novembro | Peru | 0 – 2     | Brasil                  | José María Minella (Mundialista), Mar del Plata |
|                |      | Relatório | Cristiane 6' Elaine 80' |                                                 |

| 13 de Novembro | Bolívia   | 1 – 5     | Paraguai                                                  | José María Minella (Mundialista), Mar del Plata |
|                | Morón 40' | Relatório | Ortiz 1' Quintana 8', 43' Alarcón 56' (g.p.) Martínez 83' |                                                 |

| 15 de Novembro | Venezuela | 1 – 3     | Paraguai                 | José María Minella (Mundialista), Mar del Plata |
|                | Lovera 20 | Relatório | Cuevas 63', 81' Vega 66' |                                                 |

| 15 de Novembro | Peru                              | 2 – 1     | Bolívia     | José María Minella (Mundialista), Mar del Plata |
|                | Chinchilla 61' (p.b.) Dorador 63' | Relatório | Zamorano 8' |                                                 |

| 17 de Novembro | Brasil                                                        | 6 – 1     | Bolívia          | José María Minella (Mundialista), Mar del Plata |
|                | Daniela Alves 7' Cristiane 8', 22', 60' Mônica 13' Elaine 44' | Relatório | Morón 43' (g.p.) |                                                 |

| 17 de Novembro | Venezuela       | 2 – 0     | Peru | José María Minella (Mundialista), Mar del Plata |
|                | Ferrer 29', 73' | Relatório |      |                                                 |

| 19 de Novembro | Paraguai             | 2 – 1     | Peru               | José María Minella (Mundialista), Mar del Plata |
|                | Vega 67', 81' (g.p.) | Relatório | Tristán 87' (g.p.) |                                                 |

| 19 de Novembro | Brasil                                                                       | 6 – 0     | Venezuela | José María Minella (Mundialista), Mar del Plata |
|                | Daniela Alves 1' Renata Costa 12' Michele 27', 45' Cristiane 56' Daniele 81' | Relatório |           |                                                 |

## Ronda final
| Selecção  | Pts | J | V | E | D | GM | GS |
| --------- | --- | - | - | - | - | -- | -- |
| Argentina | 7   | 3 | 2 | 1 | 0 | 4  | 0  |
| Brasil    | 6   | 3 | 2 | 0 | 1 | 12 | 2  |
| Uruguai   | 3   | 3 | 1 | 0 | 2 | 3  | 10 |
| Paraguai  | 1   | 3 | 0 | 1 | 2 | 2  | 9  |

| 22 de Novembro | Argentina | 0 – 0     | Paraguai | José María Minella (Mundialista), Mar del Plata |
|                |           | Relatório |          |                                                 |

| 22 de Novembro | Brasil                                                                           | 6 – 0     | Uruguai | José María Minella (Mundialista), Mar del Plata |
|                | Daniela Alves 11', 23' (g.p.) Grazielle 47', 86' Elaine 64' Cristiane 72' (g.p.) | Relatório |         |                                                 |

| 24 de Novembro | Argentina              | 2 – 0     | Uruguai | José María Minella (Mundialista), Mar del Plata |
|                | Gerez 71' Manicler 76' | Relatório |         |                                                 |

| 24 de Novembro | Brasil                                                              | 6 – 0     | Paraguai | José María Minella (Mundialista), Mar del Plata |
|                | Cristiane 6', 27'(g.p.), 62', 64 Daniela Alves 36' Renata Costa 68' | Relatório |          |                                                 |

| 26 de Novembro | Uruguai             | 3 – 2     | Paraguai        | José María Minella (Mundialista), Mar del Plata |
|                | Souza 27', 62', 67' | Relatório | Cuevas 17', 44' |                                                 |

| 26 de Novembro | Argentina                | 2 – 0     | Brasil | José María Minella (Mundialista), Mar del Plata |
|                | González 66' Potassa 68' | Relatório |        |                                                 |

## Premiações

### Campeã
| Vencedor            |
| ------------------- |
| ARGENTINA 1º título |